# Омонов, Бобиржон Зоиржон угли
Бобиржон Зоиржон угли Омонов (узб. Bobirjon Zoirjon oʻgʻli Omonov; род. 11 октября 2000 года в Андижане, Андижанская область, Узбекистан) — узбекский пара-атлет, специализирующийся в толкании ядра в категории F41. Двукратный победитель Параазиатских игр, двукратный чемпион мира, паралимпийский чемпион.

## Карьера
В 2016 году начал заниматься паралимпийской лёгкой атлетикой под руководством тренера Мавлона Хайдарова. С 2017 года начал участвовать в международных соревнованиях. В 2018 году стал победителем Параазиатских игр в Джакарте (Индонезия). В 2019 году на Чемпионате мира в Дубае (ОАЭ) с результатом 14,31 метра в толкании ядра завоевал золотую медаль и лицензию на Паралимпийские игры в Токио.
30 августа 2021 года на Летних Паралимпийских играх завоевал золотую медаль в толкании ядра среди мужчин в категории F41, с результатом 14,06 метра Бабуржон Омонов обновил параолимпийский рекорд. В этом же году президент Узбекистана Шавкат Мирзиёев присвоил Омонову почётное звание «Узбекистон ифтихори» («Гордость Узбекистана»).
В июле 2023 года на Чемпионате мира по лёгкой атлетике в Париже (Франция) в толкании ядра среди мужчин в классе F41 завоевал золотую медаль, показав результат 14 м 73 см и таким образом обновил рекорд мирового чемпионата. Бобуржон Омонов благодаря победе на чемпионате мира завоевал лицензию на Летние Паралимпийские игры в 2024 году.
В октябре этого же года Бобуржон Омонов на Летних Параазиатских играх в Ханчжоу (Китай) завоевал золотую медаль в толкании ядра среди мужчин в категории F41, с результатом 13,14 метра. Он также установил рекорд Параазитских игр в этой дисциплине.
В 2024 году указом президента Узбекистана Шавката Мирзиёева награждён званием «Заслуженный спортсмен Республики Узбекистан».